# Salamo Arouch
Salamo Arouch (Hebreeuws: שלמה ארוך, Grieks: Σολομόν Αρούχ) (Thessaloniki, 1 januari 1923 – Tel Aviv, 26 april 2009) was een Israëlische ondernemer die als Griekse bokser van Joodse komaf het concentratiekamp Auschwitz overleefde.
Arouchs vader werkte als stuwadoor in de haven van Thessaloniki. Hij zette de jonge Salamo aan om te gaan boksen, wat deze met veel succes deed. In 1941 werd hij als zeventienjarige reeds kampioen van de Balkan bij de middengewichten.
In maart 1943, tijdens de Tweede Wereldoorlog, werd Arouch met zijn familie naar het concentratiekamp Auschwitz afgevoerd. Arouch kwam met zijn vader en jongere broer in het arbeidsgedeelte van Auschwitz terecht. De kampcommandant was bij de nieuw binnengekomen gevangenen op zoek naar boksers waarop Arouch zich als zodanig opgaf. Voor het plezier van de bewakers moest hij verscheidene malen per week tegen andere gevangenen boksen. De boksers kregen meer voedsel en lichtere arbeid, maar bij verlies werden zij om het leven gebracht. Arouch bleef ongeslagen in de 208 wedstrijden die hij in Auschwitz vocht.
In januari 1945 werd bij de nadering van het Rode Leger Auschwitz ontruimd en kwam Arouch in het concentratiekamp Bergen-Belsen terecht, waar hij in april 1945 werd bevrijd. Op zoek naar familieleden in Bergen-Belsen ontmoette hij zijn latere echtgenote, evenals hij een Joodse concentratiekampoverlevende uit Griekenland. Arouch was de enige van zijn familie die de Holocaust overleefde.
Na zijn huwelijk verhuisde Arouch eind 1945 naar wat toen nog het mandaatgebied Palestina heette en zette in Tel Aviv een scheepvaart- en vervoersfirma op. Ook in Israël bleef hij boksen, zij het slechts nog op amateurniveau.
Zijn belevenissen dienden later als inspiratiebron voor de film Triumph of the Spirit uit 1989.